# Tremezzo
Tremezzo est une ancienne commune italienne de la province de Côme, dans la région Lombardie, au bord du lac de Côme. Elle a fusionné avec  Mezzegra, Ossuccio et Lenno depuis le 25 mai 2014 pour former la commune de Tremezzina.
Tremezzo, dont le nom signifie « terre du milieu » est l'un des « plus beaux villages d'Italie » (I borghi più belli d'Italia) et est surtout connu pour la villa Carlotta et le parc Mayer.

## Géographie

### Hameaux
La commune de Tremezzo contient les frazioni (hameaux) suivants : Albana, Balogno, Belvedere, Bolvedro, Bolvedro Superiore, Intignano, Mosei, Portezza, Pozzuolo, Rogaro, Susino, Tremezzo, Viano et Volesio.

### Communes limitrophes
Bellagio, Grandola ed Uniti, Griante, Lenno, Lezzeno, Menaggio, Mezzegra.

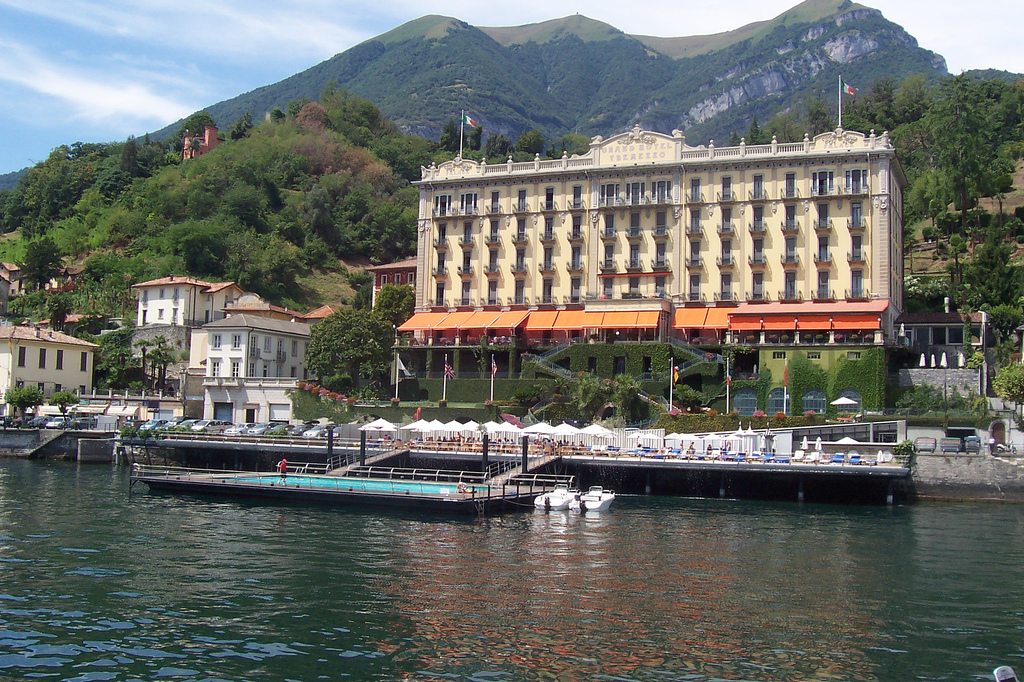
Le Grand Hotel au bord du lac de Côme.

## Histoire
La commune avait déjà été intégrée sous le nom de Tremezzina entre 1928 et 1947 avec Mezzegra et Lenno.

## Administration
| Période                                  | Période  | Identité      | Étiquette            | Qualité |
| ---------------------------------------- | -------- | ------------- | -------------------- | ------- |
| 2004                                     | 2009     | Mauro Guerra  | Alleanza Democratica | avocat  |
| 8 juin 2009                              | En cours | Andrea Abbate | Lista civica         |         |
| Les données manquantes sont à compléter. |          |               |                      |         |